# لويس مينتيس
لويس مينتيس (بالإنجليزية: Louis Meintjes)‏ (و. 1992  م) هو راكب دراجة هوائية جنوب أفريقي، ولد في بريتوريا، شارك في طواف إسبانيا، وركوب الدراجات في الألعاب الأولمبية الصيفية 2016، وطواف إسبانيا 2014، وسباق طواف فرنسا 2017.

## سجل الفوز

### سباقات أو مراحل فاز بها
| التاريخ        | السباق                                                                    | المركز                   |
| -------------- | ------------------------------------------------------------------------- | ------------------------ |
| 11 نوفمبر 2011 | 2011 African Road Cycling Championships Men ITT                           |                          |
| 11 نوفمبر 2011 | 2011 African Road Cycling Championships Men U23 ITT                       | الفائز في التصنيف العام  |
| 01 يناير 2013  | 2013 سباق الطريق لأقل من 23 سنة في بطولة العالم لسباق الدراجات على الطريق |                          |
| 24 نوفمبر 2013 | Tour du Rwanda 2013                                                       |                          |
| 12 أبريل 2014  | Mzansi Tour 2014                                                          |                          |
| 01 يناير 2015  | كوبي وبارتالي 2015                                                        | الفائز في التصنيف العام  |
| 14 فبراير 2015 | 2015 African Road Cycling Championships Men RR                            | الفائز في التصنيف العام  |
| 22 فبراير 2015 | طواف عمان 2015                                                            |                          |
| 17 مارس 2015   | تيرينو ادرياتيكو 2015                                                     | الخامس في تصنيف أفضل شاب |
| 13 سبتمبر 2015 | طواف إسبانيا 2015                                                         | العاشر في التصنيف العام  |
| 24 يناير 2016  | داون أندر 2016                                                            | الخامس في تصنيف أفضل شاب |
| 01 يناير 2022  | طواف إفريقيا للدراجات 2022                                                |                          |
| 02 يونيو 2022  | جيرو أبنينس 2022                                                          | الفائز في التصنيف العام  |
| 14 أبريل 2023  | جيرو دي سيسيليا 2023                                                      |                          |

## جوائز
حصل على جوائز منها:

african cyclist of the year ‏ (2013)

## روابط خارجية
- لويس مينتيس على موقع الاتحاد الدولي للدراجات (الإنجليزية)
- لويس مينتيس على موقع أرشيف الدراجات (الإنجليزية)
- لويس مينتيس على موقع إحصائيات الدراجات الإحترافية (الإنجليزية)
- لويس مينتيس على موقع نسبة الدراجات (الإنجليزية)
- لويس مينتيس على موقع CycleBase (الإنجليزية)
- لويس مينتيس على موقع أوليمبيديا (الإنجليزية)